# Fairfield (plantage)
Fairfield of Fayerfieldt is een voormalige suikerplantage aan de Commewijne (rivier) in de kolonie Suriname. In Sranantongo werd ze Mac-Intosu genoemd, naar de Schotse eigenaar. 

## Plantage
De plantage was gelegen aan de Boven-Commewijne rechts in het opvaren; grenzend
stroomopwaarts aan de suikerplantage Ostage, stroomafwaarts aan suikerplantage Vossenburg. 
Op deze plantage richtte de Evangelische Broedergemeente (EBGS) in 1778 een kerkgebouw op.
In 1819 was de plantage 2.415 Surinaamse akkers groot, ongeveer 1.037 hectare. Er werd suikerriet verbouwd.

## Eigendomssituaties
(naar jaar)
- 1737: H. Makentosch
- 1770: Erven Makkentasch
- 1793: Th. Palmer
- 1819: Famille Palmer
- 1827: Erven F. Palmer
- 1834: Hendrik Kamerling
- 1863: Erven Kamerling, wonende in Paramaribo en in Europa

## Emancipatie
Bij de afschaffing van de slavernij in Suriname in 1863 werden op Fairfield 72 slaven vrijgemaakt, waarbij 25 nieuwe familienamen werden geboekstaafd, te weten:
Banks, Bergtop, Brug, Eede, Greenfield, Grijs, Hiel, Kuit, Lepelblad, Moor, Nijl, Park, Ram, Remak, Ruimzigt, Sandaal, Schoonhard, Stamperen, Stak, Stooter, Struik, Stijl, Valbrug, Voorzorg, Zandberg